# دينيز فورال
دينيز فورال (11 يونيو 1988 بغيسن في ألمانيا - ) هو لاعب كرة قدم ألماني وتركي في مركز الوسط. لعب مع ألانيا سبور وإسكيشهرسبور وMTV Gießen ‏ وبالق أسير سبور وFSV 1926 Fernwald ‏.

## روابط خارجية
- دينيز فورال على موقع اتحاد تركيا (لاعب) (الإنجليزية)
- دينيز فورال على موقع قاعدة بيانات كرة القدم.إي يو (الإنجليزية)
- دينيز فورال على موقع Soccerway.com (الإنجليزية)
- دينيز فورال على موقع عالم كرة القدم.نت (الإنجليزية)